# Stefano Miceli
Stefano Miceli (Brindisi, 14 de abril de 1975) es un pianista y director italiano.

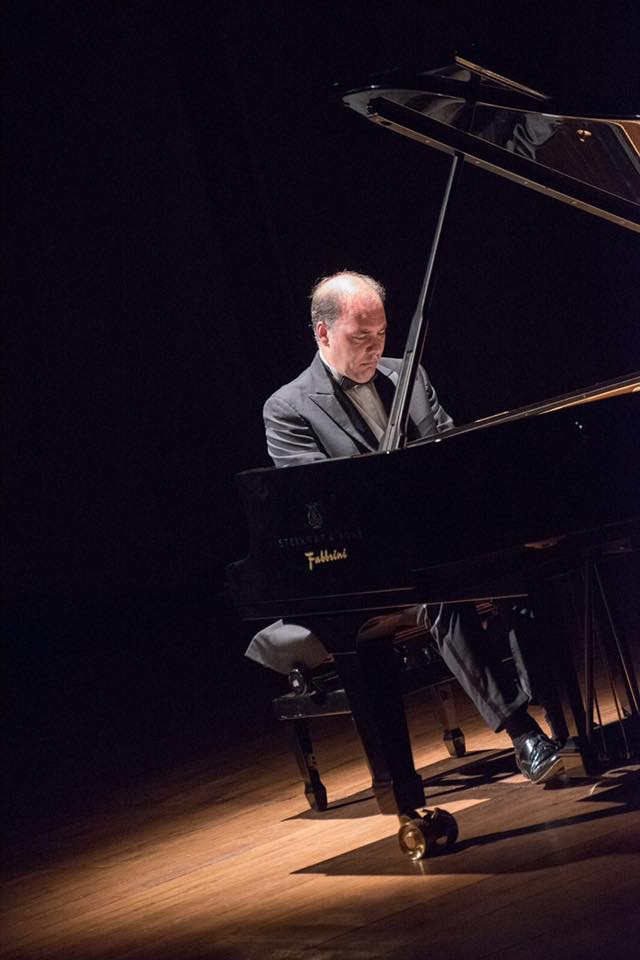
Piano recital in Milan, 2015

## Biografía
Ganó notoriedad internacional como resultado de importantes debuts en las salas más prestigiosas del mundo, incluyendo el Carnegie Hall de Nueva York, Gewandhaus de Leipzig, la Fenice de Venecia, Gran Hall en Melbourne, la Ciudad Prohibida de Beijing Concert Hall, el Teatro Massimo Bellini de Catania, Berliner Philharmonie, Teatro de la Ópera de Tbilisi.
Stefano Miceli es considerado uno de los exponentes más populares de la última generación de la famosa escuela napolitana de Piano profesor Vincenzo Vitale y su fama internacional como pianista está relacionada con la especial sensibilidad con la que se acerca a la interpretación de obras para piano de Franz Liszt y Sonata en italiano, es regularmente invitado a dirigir y jugar en Europa, EE.UU., Australia, China, Israel y muchos teatros italianos junto a orquestas de renombre como el Mozarteum de Salzburgo, la Orquesta Filarmónica de Leipzig, Orquesta de Cámara Los Virtuosos de Dallas, Beijing Symphony Orchestra, Filarmónica de Eslovaquia, el de Las Cruces Symphony Orchestra, Orquesta Sinfónica de la Juventud Venezolana Sistema El, Hayfa Symphony Orchestra, la Filarmónica de Berlín BCP, Fenice de Venecia, Orquesta del Teatro Massimo Bellini de Catania, Archi della Scala de Milán, el Orquesta Filarmónica Italiana, Orquesta Sinfónica "I Pomeriggi Musicali" Milano, la Orquesta Sinfónica Italiana, la Filarmónica de Moldavia , Orquesta de la UNM y muchos otros.
Stefano Miceli es un Visiting Professor en la Universidad de Boston, Profesor Residente en el Instituto Tanglewood, Profesor de Piano en la Academia de Steinway Sociedad en Verona y es frecuentemente invitado a dar clases magistrales en la Universidad de Nuevo México, Turku Elsinki y otras universidades extranjeras. Como un conductor que a menudo se pueden reunir en las primeras interpretaciones de repertorio contemporáneo de la música de compositores de vida de la escuela italiana que Baggiani Guido, Mario Pagotto, F. Mayo, R. Bianchini, A. Cara, Silvano Bussotti y Luciano Berio. Algunos estudios de piano y sinfonías se han dedicado. Bajo la dirección de Stefano Miceli dirige óperas, ballets y el repertorio sinfónico. También presentó el Four Seasons de Buenos Aires de Astor Piazzolla, la versión para piano y orquesta, que dirigió y jugó el Teatro de la Federación  y el Gran Concert Hall de Melbourne, Teatro La Fenice en Roma, Milán, Ancona, Jesi y Génova, Berliner Philharmonie, la Orquesta de la Gewandhaus y el Carnegie Hall, donde se reunió con la aclamación unánime de público y crítica. Stefano Miceli graba para el sello Centaur. Estudió piano y composición en el Conservatorio de San Pietro a Majella de Nápoles y el perfeccionamiento de la Escuela de Música de Fiesole y en la Universidad Católica en Washington. Se especializó en la realización, bajo la dirección de Donato Renzetti.
En el año 2008, en el Concierto de Celebración de la Constitución, Stefano Miceli recibió una donación de una Medalla de Plata del Presidente de la República  Giorgio Napolitano. En 2010 fue nombrado IAF Artist de Nueva York por la Fundación de la representación americana de la cultura italiana en los EE.UU. con una serie de conciertos en el Carnegie Hall y Lincoln Center en Nueva York. Desde septiembre de 2011 Stefano Miceli es Artista Steinway. En el año 2012 en Nueva York, recibió el premio Bravo Award.

## Premios
- 2008 Medalla de Plata del Presidente de la República Giorgio Napolitano (Roma)

- 2008 Premio en el Puglia Mundial (Bari)

- 2011 Artista Steinway (Hamburgo)

- 2012 Premio Bravo Award (Nueva York)

## Posiciones artísticas
- Director Musical Adelphi Symphony Orchestra New York,(2019-current)

- Principal Guest Artist and Conductor Orquesta Filarmónica de Leipzig, Alemania (2009 - 2011)

- Conductor in Residence Italiano Orquesta Filarmónica (2010)

- Director Musical Italiano Orquesta Sinfónica (desde 2008)

- Asesor Artístico Melbourne Festival Italiano, Melbourne (2007-2009)

- Director Artístico Bérgamo Classic Festival, (desde 2004)

- Director Artístico MIF International Competition Italia y Australia (2008)

- Fundador y director artístico Bérgamo Festival Internacional de la Cultura (2010 - 2011)

- Director Musical Museos Mazzucchelli, Brescia (desde 2012)